# Gmina Lincoln (hrabstwo Emmet)

Położenie Gminy Lincoln w hrabstwie Emmet

Gmina Lincoln (ang. Lincoln Township) – gmina w USA, w stanie Iowa, w hrabstwie Emmet. Według danych z 2000 roku gmina miała 220 mieszkańców, a jej powierzchnia wynosi 74,08 km².